# Макаренко, Дмитрий Викторович
Дмитрий Викторович Макаренко (13 июня 1973) — белорусский футболист, защитник и полузащитник, тренер.

## Биография
Начал взрослую карьеру в клубе «Обувщик» (Лида), сначала — в первенстве Белорусской ССР среди КФК, а с 1992 года — в высшей лиге Беларуси. В сезоне 1992/93 со своим клубом вылетел из высшей лиги, в сезоне 1994/95 снова играл на высшем уровне.
В ходе сезона 1994/95 перешёл в сильнейший в то время клуб страны — минское «Динамо», но в первых сезонах играл нерегулярно. Чемпион Беларуси 1994/95, 1995, 1997, серебряный призёр 1996 года, финалист Кубка Беларуси 1995/96 (в финале не играл) и 1997/98. Основным игроком клуба был только в сезоне 1998 года, когда минчане заняли восьмое место. Всего за «Динамо» провёл 75 матчей в чемпионатах страны. Принимал участие в играх еврокубков.
В 1999 году перешёл в латвийский клуб «Металлург» (Лиепая), с которым в том же сезоне стал серебряным призёром чемпионата Латвии. В 2000 году продолжал играть за «Металлург», но провёл только 3 матча, клуб стал бронзовым призёром чемпионата и финалистом Кубка Латвии (в финале Макаренко не играл).
В 2001 году вернулся в «Лиду» и провёл сезон в первой лиге Беларуси. В 2002 году перешёл в «Дариду» (Ждановичи) и в том же сезоне стал победителем первой лиги, в 2003 году играл со своим клубом в высшем дивизионе. С 2004 года до конца карьеры в 2012 году снова играл за «Лиду», преимущественно в первой лиге, два сезона в этот период клуб провёл во второй лиге. В 2005—2006 годах был играющим главным тренером клуба.
Всего в высшей лиге Беларуси сыграл 156 матчей и забил 10 голов. За «Обувщик»/«Лиду» в разных лигах первенства Беларуси сыграл не менее 220 матчей.
Выступал за молодёжную сборную Беларуси.
С 2013 года входил в тренерский штаб «Лиды». На финише сезона 2015 года исполнял обязанности главного тренера.